# شهرستان کرو وینگ (مینه‌سوتا)
شهرستان کرو وینگ، مینه‌سوتا (به انگلیسی: Crow Wing County, Minnesota) شهرستانی در ایالات متحده آمریکا است که در مینه‌سوتا واقع شده‌است.